# Luigi Dallapiccola

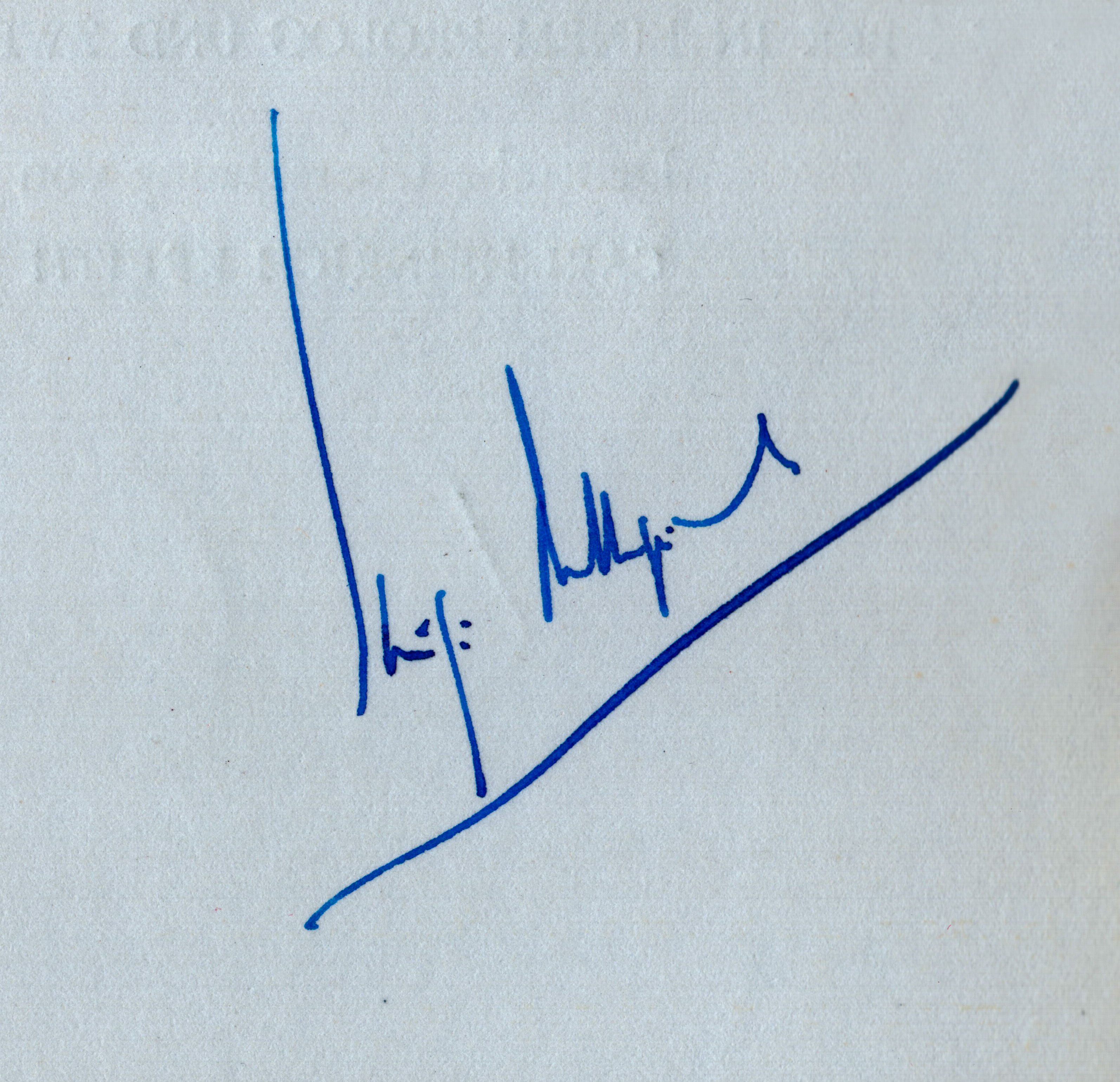
Handtekening van Dallapiccola

Luigi Dallapiccola (Pazin (Istrië), 3 februari 1904 – Florence, 19 februari 1975) was een Italiaans componist en pianist.

## Biografie
In 1917, hij was toen 13 jaar oud, werd zijn vader, die leraar aan en directeur van een Italiaanse middelbare school was, met het gehele gezin naar Graz gedeporteerd, waar zij tot 1918 de status van ongewenste buitenlander hadden.
Zijn muziekopleiding genoot hij o.a. aan de conservatoria van Graz, Triëst, Florence en het Berkshire Music Center in de Verenigde Staten.
Van 1934 tot 1967 was hij, als pianodocent, verbonden aan het conservatorium van Florence.
Op kunstgebied was de opvoering van de liederencyclus Pierrot Lunaire van en met Arnold Schönberg in 1924 in Florence een belangrijke ervaring voor hem. Het in dit werk tot uitdrukking gebrachte protest tegen de valse welvaart, was, zo beleefde hij het, de vertolking van zijn eigen gevoelens. Tevens was hij een bewonderaar van de dodecafonie-technieken van Alban Berg en Anton Webern.
Hij schreef naast zijn composities ook diverse studiewerken, waaronder Appunti, incontri, meditazioni (1970).

## Werken

### Opera's
- Volo di Notte (Nachtvlucht) 1940, Florence
- Il prigioniero (De gevangene) 1949, Florence[1]
- Odysseus 1968, Berlijn

### Overige werken
- Balletten
  - Marsia (1948)
- Vocale muziek
  - Sei cori di Michelangelo Buonarroti il giovane (1933-1936)
  - Canti di prigionia (1938-1941)
  - Liriche greche (1942-1945)
  - Job 1950, Rome (een dramaspel)
  - Goetheliederen (1953)
  - Canti di liberazione (1955)
  - Cinque canti (1956)
  - Parole di San Paolo (1964)
  - Sicut umbra (1970)
  - Commiatio (1972)
  - Sex Carmina Alcaei
- Orkestwerken
- Filmmuziek

- Bibsys: 1040637
- Biblioteca Nacional de España: XX1536100
- Bibliothèque nationale de France: cb122060843 (data)
- Catàleg d'autoritats de noms i títols de Catalunya: 981058610944306706
- CiNii: DA04968120
- Gemeinsame Normdatei: 118670913
- International Standard Name Identifier: 0000 0001 1665 1826
- Library of Congress Control Number: n80070855
- Nationale Bibliotheek van Letland: 000065127
- MusicBrainz: bfcbf9b0-0969-40b3-bc58-ba6174962f48
- Nationale Bibliotheek van Tsjechië: ola2002146829
- Nationale bibliotheek van Australië: 36178423
- Nationale Bibliotheek van Israël: 987007259992705171
- Nationale Bibliotheek van Polen: a0000001634120
- Nationale en Universitaire bibliotheek Zagreb: 000081669
- Nederlandse Thesaurus van Auteursnamen: 073442054
- Réseau des bibliothèques de Suisse occidentale: 02-A003152341
- Istituto Centrale per il Catalogo Unico: CFIV088333
- LIBRIS: 234362
- SNAC: w6qv3nv5
- Système universitaire de documentation: 032364733
- Trove: 1224792
- Virtual International Authority File: 68977874
- WorldCat: E39PBJhX9c74BydYGcHC4gfQbd